# Andreas Bernkop-Schnürch

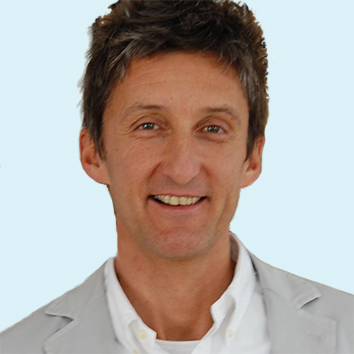
Andreas Bernkop-Schnürch 2016

Andreas Bernkop-Schnürch (* 6. Dezember 1965 in Klagenfurt) ist ein österreichischer Pharmazeut, Hochschullehrer und Unternehmer. Sein Forschungsschwerpunkt liegt im Bereich der pharmazeutischen Technologie, wo er sich mit Wirkstoffabgabesystemen, Bionanotechnologie und Polymersynthese befasst. Bernkop-Schnürch ist Erfinder von verschiedenen Technologien wie beispielsweise von thiolisierten Polymeren (Thiomere) oder von Zeta-Potential wechselnden Nanopartikeln.

## Leben
Andreas Bernkop-Schnürch stammt aus einer Apothekerfamilie. Er studierte von 1984 bis 1990 Pharmazie (Mag. pharm.) an der Universität Wien, wo er 1994 promovierte (Dr. rer. nat.). Nach einer Postdoc-Tätigkeit am Institut für Pharmazeutische Technologie und Biopharmazie an der Universität Wien habilitierte (venia docendi) er sich 1999 für das Fach pharmazeutische Technologie. 2003 folgte er dem Ruf auf den Lehrstuhl für pharmazeutische Technologie an der Universität Innsbruck. Von 2006 bis 2013 vertrat Andreas Bernkop-Schnürch die Fakultät für Chemie und Pharmazie als Dekan. Seitdem leitet er die Abteilung für Pharmazeutische Technologie des Instituts für Pharmazie der Universität Innsbruck. Von 2016 bis 2018 war Andreas Bernkop-Schnürch Mitglied des wissenschaftlichen Komitees der Innovative Medicines Initiative (IMI) der Europäischen Union in Brüssel. Seit 2014 ist er Mitglied des wissenschaftlichen Beirates des Nikotin-Forschungszentrums in Dänemark. Seit 2022 ist er Mitglied des Senates der Universität Innsbruck. 2022 war er Gastprofessor an der Universität Bari Aldo Moro. Andreas Bernkop-Schnürch ist verheiratet und hat drei Kinder.

## Wirken
Andreas Bernkop-Schnürch forscht im Bereich multifunktioneller Polymere, die sowohl in Wirkstoffabgabesystemen als auch als therapeutische Wirkstoffe zur Anwendung kommen. Er entwickelte thiolisierte Polymere – sogenannte Thiomere – die eine neue Generation bio- bzw. mukoadhäsiver Polymere darstellen, sowie thiolisierte Polysaccharide wie thiolisiertem Chitosan oder thiolisierter Hyaluronsäure als Biomaterialien zur Zellzüchtung. Thiolisierte Mikro- und Nanopartikel finden Anwendung bei der Wirkstoffverabreichung, als Diagnostika und als Biosensoren. Die Forschungsgruppe um Bernkop-Schnürch entwickelt Zeta-Potential wechselnde Nanoträgersysteme, die ihre Oberflächenladung am Epithelium von Schleimhäuten von netagtiv nach positiv konvertieren.
Bernkop-Schnürch ist Gründer der Mucobiomer Biotechnologische Forschungs- und Entwicklungs GmbH (mittlerweile Teil der Croma-Pharma GmbH), Thiomatrix Forschungs- und Beratungs GmbH und der Green River Polymers Forschungs und Entwicklungs GmbH.
Er ist Autor von über 500 wissenschaftlichen Originalarbeiten und Reviews sowie Herausgeber bzw. (Co)Autor von mehreren Büchern. Das Institute for Scientific Information (ISI) listet ihn als Highly Cited Researcher. Mit Stand September 2023 wurden seine Publikationen über 30.000-mal zitiert, sein H-Index beträgt 89.

## Auszeichnungen
Bernkop-Schnürch wurde mit einer Reihe von Preisen ausgezeichnet, darunter
- HERBA-Preis (1996)
- Forschungspreis der Stadt Wien (1999)[10]
- Eurand-Wissenschaftspreis (2000)[11]
- Best of Biotech Preis (2001)[12]
- MBPW Preis (2002)[13]
- Best of Biotech Preis (2003)[14]
- Auszeichnung für den meistzitierten Artikel 2004[15][16]
- Adventure X Preis (2004)[17]
- PHOENIX Pharmazie Wissenschaftspreis (2005)[18]
- Houskapreis (2007)[19]
- Eurand-Wissenschaftspreis (2007)[20]
- Österreichische Nano Preis (2008)[21]
- Ernst Brandl Preis (2015)[22]
- Auszeichnung für den meistzitierten Artikel 2017[23]
- Gattefosse Preis für exzellente Forschung (2017)[24]
- PHOENIX Pharmazie Wissenschaftspreis (2022).[25]
- Tiroler Landespreis für Wissenschaft (2023)[26][27]

## Veröffentlichungen (Auswahl)
- MH Asim, M Ijaz, AC Rösch, A Bernkop-Schnürch: Thiolated cyclodextrins: New perspectives for old excipients. In: Coordination Chemistry Reviews. 420. Jahrgang, 2020, S. 213433, doi:10.1016/j.ccr.2020.213433 (englisch).
- C Leichner, M Jelkmann, A Bernkop-Schnürch: Thiolated polymers: Bioinspired polymers utilizing one of the most important bridging structures in nature. In: Adv. Drug Deliv. Rev. 151-152. Jahrgang, 2019, S. 191, doi:10.1016/j.addr.2019.04.007 (englisch).
- C Federer, M Kurpiers, A Bernkop-Schnürch: Thiolated Chitosans: A Multi-talented Class of Polymers for Various Applications. In: Biomacromolecules. 22. Jahrgang, 2021, S. 24, doi:10.1021/acs.biomac.0c00663, PMID 32567846 (englisch).
- J Griesser, G Hetényi, A Bernkop-Schnürch: Thiolated Hyaluronic Acid as Versatile Mucoadhesive Polymer: From the Chemistry Behind to Product Developments-What Are the Capabilities? In: Polymers (Basel). 10. Jahrgang, 2018, S. 243, doi:10.3390/polym10030243, PMID 30966278 (englisch).
- N Hock, GF Racaniello, S Aspinall, N Denora, V Khutoryanskiy, A Bernkop-Schnürch: Thiolated Nanoparticles for Biomedical Applications: Mimicking the Workhorses of our Body. In: Adv Sci (Weinh). 9. Jahrgang, 2022, S. 2102451, doi:10.1002/advs.202102451, PMID 34773391 (englisch).
- B Grassiri, Y Zambito, A Bernkop-Schnürch: Strategies to prolong the residence time of drug delivery systems on ocular surface. In: Adv Colloid Interface Sci. 288. Jahrgang, 2021, S. 102342, doi:10.1016/j.cis.2020.102342, PMID 33444845 (englisch).
- S Summonte, GF Racaniello, A Lopedota, N Denora, A Bernkop-Schnürch: Thiolated polymeric hydrogels for biomedical application: Cross-linking mechanisms. In: J Control Release. 330. Jahrgang, 2021, S. 470, doi:10.1016/j.jconrel.2020.12.037, PMID 33359581 (englisch).
- G Kali, P Knoll, A Bernkop-Schnürch: Emerging technologies to increase gastrointestinal transit times of drug delivery systems. In: J Control Release. 346. Jahrgang, 2022, S. 289, doi:10.1016/j.jconrel.2022.04.016, PMID 35461970 (englisch).